# Frissons (film)
Pour les articles homonymes, voir Shivers et Frisson.
Pour plus de détails, voir Fiche technique et Distribution.
Frissons (Shivers) est un film canadien écrit et réalisé par David Cronenberg, sorti en 1975. En 1976, le film est en compétition lors du festival international du film fantastique d'Avoriaz.

## Synopsis
Dans un complexe urbanistique situé dans une banlieue fictive de Montréal, Starliner Island (en réalité, l'Île-des-Sœurs), le Dr Emil Hobbes tente des expériences avec un parasite en faisant des greffes sur une jeune fille, qu'il finit par tuer. Ce parasite qui prend la forme d'une grosse limace, est très contagieux et agressif, il va rapidement se propager et chaque habitant de l'immeuble attaquée se transforme en maniaque sexuel.

## Fiche technique
Sauf indication contraire, les informations mentionnées dans cette section peuvent être confirmées par la base de données cinématographiques IMDb,  présente dans la section « Liens externes ».
- Titre original : Shivers
- Titre français et québécois : Frissons
- Titres de travail : Orgy of the Blood Parasites et The Parasite Complex[1]
- Autre titre : The Parasite Murders[1]
- Réalisation et scénario : David Cronenberg
- Musique : Fred Mollin (non crédité)
- Photographie : Robert Saad
- Son : Michael Higgs
- Montage : Patrick Dodd
- Direction artistique : Erla Gliserman
- Effets spéciaux et maquette : Joe Blasco (en)
- Production : Ivan Reitman

Coproduction : Don Carmody
Production déléguée : John Dunning, André Link, Alfred Pariser et Peter James
- Sociétés de production : DAL Production, Canadian Film Development Corporation et Cinépix Film Properties
- Sociétés de distribution : Cinépix Film Properties (Canada), Trans American Films (États-Unis), P.M Productions (France)
- Pays d'origine :  Canada
- Langue originale : anglais
- Format : couleur - 35 mm - 1,33:1 - son mono
- Genre : horreur, science-fiction, érotique
- Durée : 87 minutes
- Dates de sortie[1] :
  - Canada : 10 octobre 1975
  - France : 4 août
- Classifications :
  -  États-Unis : interdit aux moins de 17 ans (Rated NC-17 for terror/violence and gore, strong sexual content, graphic nudity, disturbing images and language)
  - Interdit aux moins de 18 ans lors de sa sortie en salle[Où ?]
  - Interdit aux moins de 16 ans aujourd'hui[Où ?]

## Distribution
- Paul Hampton : Docteur Roger St. Luc
- Joe Silver : Docteur Rollo Linsky, l'associé de Hobbes
- Lynn Lowry : Forsythe, l'infirmière
- Allan Migicovski : Nicholas Tudor
- Susan Petrie : Janine Tudor
- Barbara Steele : Betts
- Ronald Mlodzik : Merrick, intendant de l'immeuble
- Fred Doederlein : Docteur Emil Hobbes
- Cathy Graham : Annabelle
- Joan Blackman : la mère dans l'ascenseur
- Barry Boldero : Inspecteur Heller
- Camille Ducharme : M. Guilbault
- Hanka Posnanska : Mme Guilbault
- Charles Perley : le livreur
- Wally Martin : le portier de l'immeuble
- Nora Johnson : la lavandière

## Production
Après ses deux films d'études indépendants (à la limite du moyen métrage), David Cronenberg réalise son premier véritable long métrage. Il développe un script initialement intitulé Invasion of the Blood Parasites. Il le propose à Cinépix, un studio spécialisé dans le cinéma érotique et qui à cette époque est très productif. La réalisation est proposée à Roger Corman, Barbara Steele et Jonathan Demme, c'est finalement David Cronenberg lui-même qui s'en charge.
Le tournage a lieu d'août à septembre 1974 à Montréal, notamment sur l'île-des-Sœurs.

## Accueil
Le journaliste britannique Barry Norman déclare que c'est l'un des pires films qu'il a vu. Dans le magazine canadien Saturday Night, le journaliste Robert Fulford écrit un article très virulent envers le film. Comme le film est en partie financé par l'office national du film du Canada, il intitule son article You Should Know How Bad this Movie Is: You Paid for It (« Vous devez savoir combien ce film est mauvais : vous l'avez financé »).
Sur l'agrégateur américain Rotten Tomatoes, il récolte 84% d'opinions favorables pour vingt-cinq critiques et une note moyenne de 6,65⁄10. Sur Metacritic, il obtient une note moyenne de 58⁄100 pour neuf critiques.

## Chaîne d'attaque et de contamination

### Personnages contaminés
Tout l'immeuble, incluant, dans l'ordre :
- Annabel Bataille (opération chirurgicale de Hobbes) ;
- Hobbes
- Éric Tardieu (par Annabel Bataille) ;
- M. Barrière (par Annabel Bataille) ;
- le livreur de repas (par la vieille lavandière) ;
- la dame de l'ascenseur et sa fille (par le livreur de plats) ;
- le vigile de l'immeuble (par la fille de la dame de l'ascenseur) ;
- l'infirmière du docteur St Luc (par le vigile de l'immeuble) ;
- Janine Tardieu (par Isabelle) ;
- Roger St Luc, le dernier à être contaminé (par son infirmière dans la piscine).

### Personnages attaqués par le parasite
Dans l'ordre chronologique du film :
1. La vieille lavandière (au sous-sol, dans la laverie) ;
2. Valentine (dans un couloir) ;
3. Isabelle, l'amie de Janine Tardieu (dans sa baignoire) ;
4. Rollo (chez les Tardieu).

## Sortie vidéo
Frissons ressort en édition collector limitée combo DVD/Blu-ray + livret le 26 mai 2020 édité par ESC Editions. En plus du livret (seize pages) écrit par Marc Toullec, qui raconte la genèse du film, se trouve une présentation audio du film par le réalisateur (6'), le documentaire Parasite Memories (43'), un entretien avec Lyn Lowry (10'), un entretien avec Olivier Père (18'), une bande-annonce, un jeu de cinq photos du film et un poster.